# All Dolled Up (film)
All Dolled Up er en amerikansk stumfilm fra 1921 af Rollin S. Sturgeon.

## Medvirkende
- Gladys Walton som Maggie Quick
- Edward Hearn som James Montgomery Johnson
- Richard Norton som Percy Prack
- Florence Turner som Eva Bundy
- Helen Broneau
- Fred Malatesta som Amilo Rodolpho
- Ruth Royce som Scarpa
- John Goff som Eddie Bowman
- Frank Norcross som Mr. Shankley
- Muriel Godfrey Turner som De Jercasse
- Lydia Yeamans som Landlady